# Achille Knapen
Pour les articles homonymes, voir Knapen.
Achille Knapen, né le 29 septembre 1860 à Mons (Belgique) et mort le 26 juillet 1941 à Trans-en-Provence (Var), est un ingénieur et inventeur belge.
Il enseigne sa technique à l'École spéciale des Travaux Publics et à l'Institut d'urbanisme de Paris.

## Biographie

### Un ingénieur hygiéniste
Il est considéré comme un ingénieur hygiéniste. Knapen souhaite « guérir les constructions de leurs défauts originels pour sauvegarder la santé de leurs occupants ». Ses nombreuses réalisations ont pour but « l'hygiène, la défense contre les maux de l'humanité ». Suppression de l'humidité des murs dans les constructions neuves avec un dispositif de froid artificiel. Suppression de l'air vicié dans les locaux par l'aération automatique naturelle, dite horizontale différentielle. Renouvellement de l'air dans les sous-sols, caves, navires, par l'aération naturelle automatique différentielle verticale. Construction d'édifices en hauteur capables de résister à des tremblements de terre. Mise en place pratiques d'épurateur biologiques automatiques d'après les travaux du professeur Auguste Trillat.

## Inventions

### Procédé d'assèchement des constructions

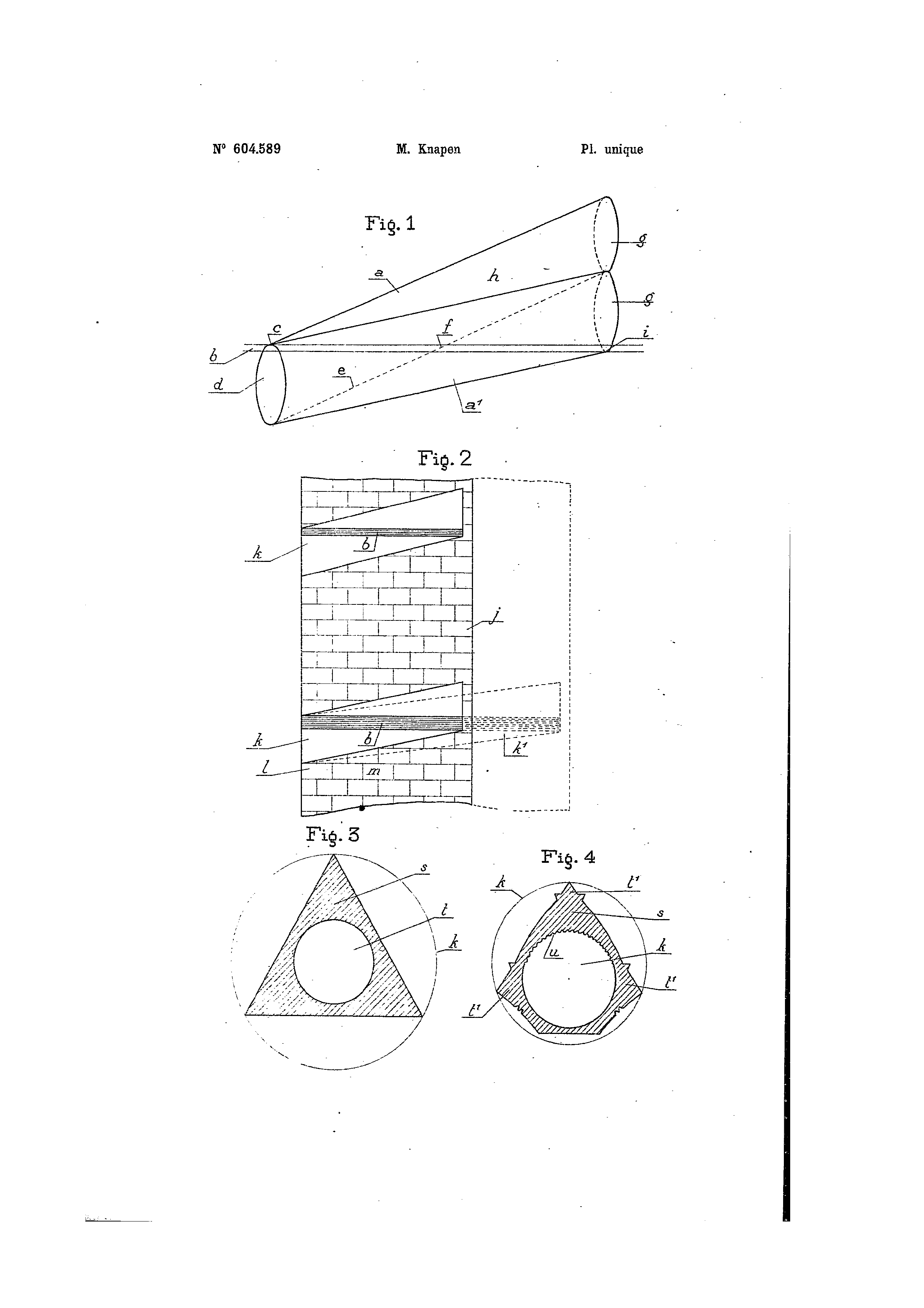
Brevet décrivant le "procédé d'assèchement des constructions" inventé par Achille Knapen.

#### Principe
Cette invention est un « procédé d'assèchement des constructions à l'aide de canaux d'évaporation ou siphons monobranches disposés dans l'épaisseur des murs.» Des canaux inclinés sont disposés dans les murs de l'édifice, l'assèchement se produit par circulation d'une lame d'air dans le canal, elle se charge d'humidité et permet à celle-ci de s'écouler. Selon Knapen c'est l'inclinaison de ces tubes qui permet une évacuation optimale de l'air humide, inclinaison qui dépend de plusieurs facteurs tels que la position du siphon dans la hauteur du mur, de l'épaisseur de celui-ci.

#### Utilisations
Achille Knapen participe activement aux sauvetages de monuments historiques importants tels que les fresques de La Chaise-Dieu, du château de Versailles, du Trianon ou encore du palais du Louvre. Son invention, « procédé du siphon atmosphérique monobranche à amorçage automatique » apporte une grande évolution dans le traitement de l'humidité des parois murales, ce qui lui vaudra le titre de « médecin des pierres ». Ces dispositifs sont d'ailleurs toujours visibles sur certains bâtiments tels que l'Académie française à Paris.

### Les puits aériens

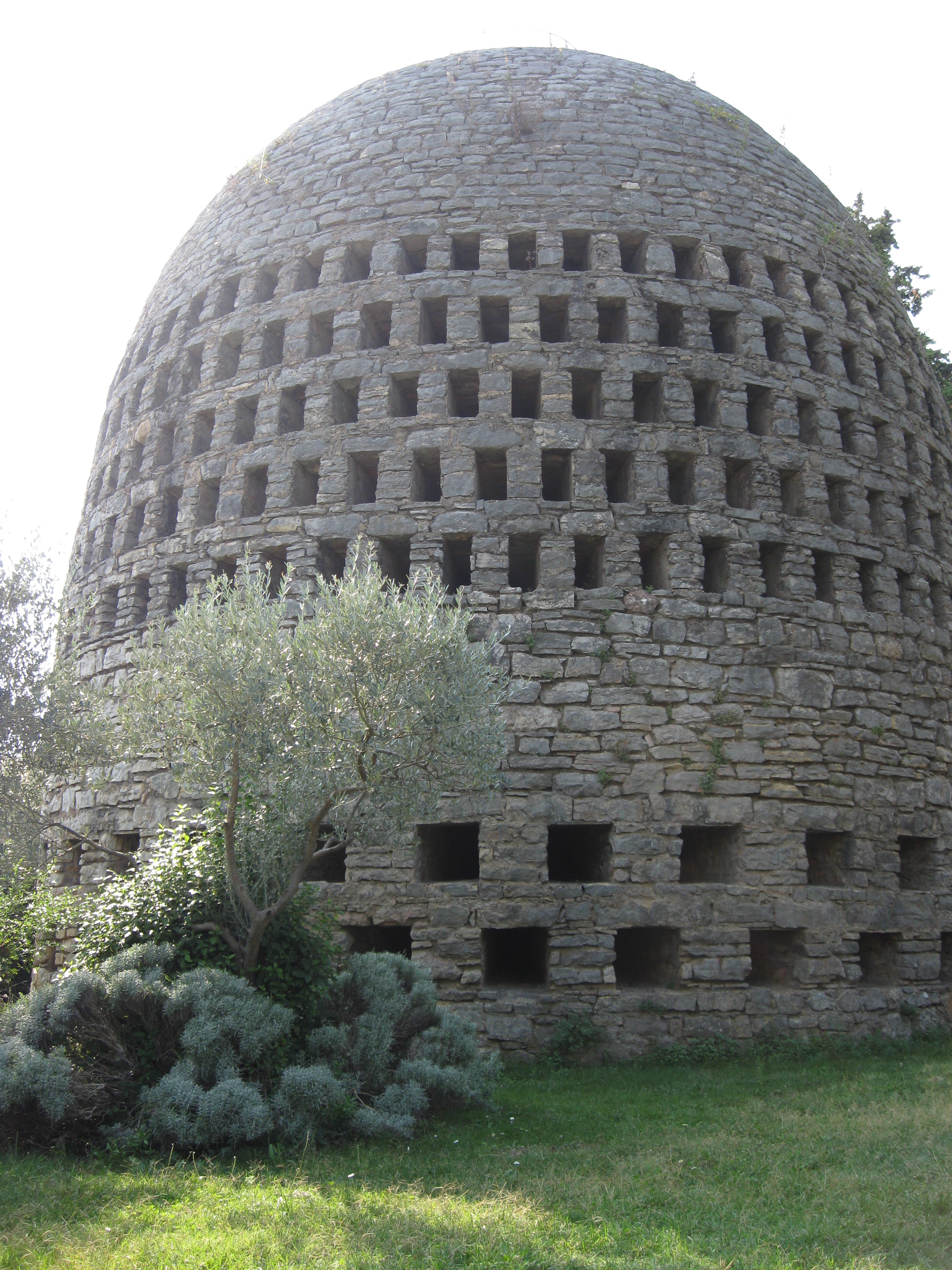
Vue extérieure du puits aérien de Trans-en-Provence.

Le concept, nommé « puits aérien » par Knapen, tire son origine des découvertes de l'ingénieur Friedrich Zibold, sur le site de la cité antique de Théodosie dans l'actuelle Crimée. En effet il aurait mis au jour un des tuyaux acheminant de l'eau depuis un système étant capable de capter la rosée, des condensateurs.
Le puits-aérien est un dispositif destiné à recueillir l'humidité atmosphérique par un appel de condensation. Mentionné pour la première fois lors d'un congrès de l'eau à Alger en 1928, Knapen fait part de son projet afin de régler problèmes de sécheresse. Il dépose cette même année un brevet pour un « procédé de récupération de l'humidité atmosphérique ».
Il réalise une première expérimentation de son puits aérien à Trans-en-Provence, inscrit au titre des monuments historiques par arrêté du 9 décembre 1983. Cependant, cette expérimentation est un échec car les rendements sont bien en dessous de ses espérances Knapen n'aura pas la possibilité de mener à son terme cette expérience, pour des raisons économiques.

## Distinctions

### Récompenses
- Lauréat de l'Académie Royale des Sciences de Belgique
- Lauréat du prix triennal Couvreux de la Société des ingénieurs civils de France
- Lauréat de la médaille d'or du prix annuel des Ingénieurs Civils de France
- Plus haute récompense du Concours interallié de la Ville de Paris pour les procédés de construction les meilleurs

### Décorations

#### Décorations françaises
- Chevalier de la Légion d'honneur

#### Décorations étrangères
- Officier de l'ordre de la Couronne (Belgique)

## Publications
- Achille Knapen, Assainissement et salubrité de l'habitation. Le problème de l'aération naturelle dans les constructions, Bruxelles, Goemaere, 1917 (BNF 30686145).
- Achille Knapen, Les Hydrofuges, leur mode d'emploi et leur importance dans la construction moderne, considérations sur les inconvénients de l'imperméabilisation complète des habitations, Bruxelles, 1920 (BNF 30686149).
- Achille Knapen, Hygiène sociale. La suppression des ravages de l'humidité dans les monuments, les édifices et les constructions de tous genres, Bruxelles, 1921, 28 p. (BNF 30686163).
- Achille Knapen, Hygiène sociale. Le premier facteur purificateur de nos habitations et de nos logements, Bruxelles, 1922, 16 p. (BNF 30686161).
- Achille Knapen, Hygiène sociale. La salubrité des locaux et bâtiments militaires, Bruxelles, 1922, 26 p. (BNF 30686162).
- Achille Knapen, Hygiène sociale. De la nécessité de l'aération automatique permanente des écoles et des logements dans la lutte contre la prétuberculose, Bruxelles, 1922, 8 p. (BNF 30686160).
- Achille Knapen, Communication sur de nouveaux procédés de construction : des murs et du bloc athermane avec vides "chromatiques", Paris, Société des ingénieurs civils de France, 1922, 10 p. (BNF 30686146).
- Achille Knapen, Hygrométrie des constructions. Inefficacité des couches isolantes contre l'humidité dans les constructions, Bruxelles, 1923, 80 p. (BNF 30686167).
- Achille Knapen, Hygiène rurale. La Construction des fermes dans les régions dévastées et des bâtiments ruraux en général, Bruxelles, 1924, 23 p. (BNF 30686157).
- Achille Knapen, Hygiène sociale. De l'air pour nos écoles !, Bruxelles, 1924, 36 p. (BNF 30686158).
- Achille Knapen, Nouvelles méthodes d'assainissement des constructions et des logements insalubres par la suppression des ravages de l'humidité et de l'air confiné, Paris, Masson, 1924, 48 p. (BNF 30686169).